# 柳賓斯基區

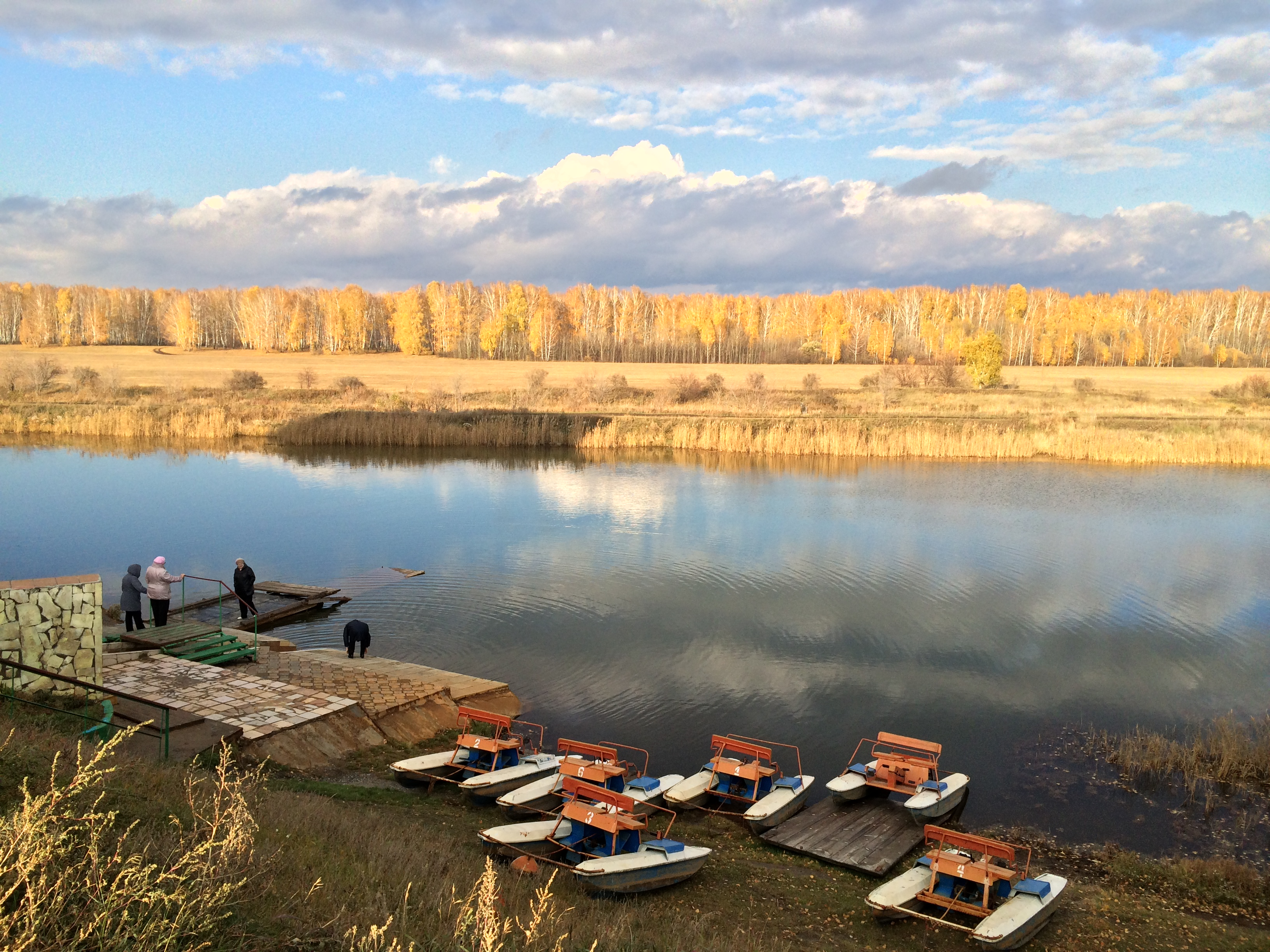

55°09′N 72°42′E / 55.150°N 72.700°E
柳賓斯基區（俄语：Любинский район），是俄羅斯的一個區，位於該國西南部，由鄂木斯克州負責管轄，面積3,300平方公里，2010年該區人口37,735，人口密度每平方公里11.43人。